# Trolls (Tolkien)
Los trolls son una raza fantástica que en las obras del escritor británico J. R. R. Tolkien aparecen descritas como criaturas enormes, de unos cuatro metros de altura, fuerza excepcional y poca inteligencia. En la novela El hobbit se convierten en piedra cuando se exponen al Sol. Su concepción se basa claramente en los troles de la mitología nórdica.
En los libros de Tolkien se narra como fueron creados por Melkor (también llamado Morgoth) durante las Edades de las Estrellas, porque quería una raza tan poderosa y fuerte como los gigantescos Ents (los Pastores de Árboles). Los Trolls son seres malvados, a los que les gusta comer carne cruda, preferentemente. Durante la Tercera Edad del Sol, Sauron creó a los Olog-hai a partir de los Trolls. Eran trolls, con su misma fuerza y maldad, pero mucho más inteligentes e inmunes a la luz solar. Solían combatir armados con grandes martillos.

## Tipos de trolls
Archivo:Https://en.wikipedia.org/wiki/File:Trollaragorn2.jpg
Tolkien utiliza diferentes términos para referirse a los trolls clasificándolos de alguna forma en diferentes tipos.
- Trolls de Piedra: este tipo de troll se convierte en piedra cuando se expone a la luz del sol, tal como les sucede a los trolls que Bilbo encuentra en el camino en su aventura narrada en El hobbit. Pueden hablar y usar una torpe forma de lengua común.
- Trolls de las montañas: son descritos como los asesinos de Arador, jefe de los Montaraces del norte, y abuelo de Aragorn. Tolkien describe los trolls de esta región, incluyendo los tres de El hobbit, como trolls de piedra, sugiriendo que los trolls de las montañas pueden ser una subclase de trolls de piedra o un término alternativo para referirse a ellos. Sin embargo el ejército del oeste luchó con «trolls de las montañas de Gorgoroth» que podían moverse a la luz del día en las puerta negras, deduciendo entonces que los trolls de las montañas son más bien Olog-hai más que trolls de piedra.
- Trolls de las cavernas: fueron vistos en Moria. Se describen con escamas oscuras verdosas y sangre negra. Su piel era muy fuerte, tanto que Boromir intenta herir a uno de ellos en un brazo en la batalla en las minas de Moria, pero solo logra que su espada se haga pedazos pues el troll no recibió ningún daño. Sin embargo Frodo logra herirlo utilizando su daga Dardo (Aguijón).
- Olog-hai: son «fuertes, ágiles, feroces, y astutos» fueron creados por Sauron, y no les afectaba la luz del sol.
- Trolls de las nieves es un término para denominar a los trolls que estuvieron en la parte septentrional de la Tierra (Arda), es decir, en Arador, cuando el brujo de esas tierras tomó posesión de las Órdenes que allí habitan. Los trolls de las nieves son creados cuando el brujo es atacado en Draukdûr, entonces, él atacó con sus legiones de trolls de las nieves. Son de altura grande, pero no como la de un troll común, sino probablemente unos 3 metros, y son de pieles blancas, y con hombros anchos y casi sin cuello.
- Trolls de las colinas: son parte de la saga de El Señor de los Anillos: La batalla por la Tierra Media II, juego de Electronic Arts, y también hace parte en el libro sobre Árador, pero muy pocas veces aparecen, solo se sabe que son de alturas colosales.

- Datos: Q899421

https://upload.wikimedia.org/wikipedia/en/a/af/Cave_troll.jpg